# Hoenskatten
Hoenskatten er et depotfund bestående af mønter og smykker fra vikingetiden fundet i Norge. Fundet vejer omkring 2,5 kg og er et af de største i Norge.
Skatten blev fundet på gården Hoen i Øvre Eiker i Buskerud i 1834 under gravning af dræningsgrøfter. Der blev fundet 20 mønter, 51 smykker og 125 perler af glas og halvædelsten. Samlingen har sandsynligvis været pakket sammen i en klæde eller pose, men den er ikke bevaret. De fleste af mønterne stammer fra midten af 800-tallet, og skatten er sandsynligvis gravet ned omkring år 875.
Skattefund fra vikingetidens Norge består ellers af sølv med meget lidt guld, mens Hoenskatten har store mængder guld og kun ganske lidt sølv. Smykkerne er hovedsageligt produceret i Skandinavien. Derudover er der få genstande af angelsaksisk og frankisk oprindeldelse, heriblandt et tredelt guldspænde, som regnes for et af de fornemste eksempler på frankisk guldsmedekunst.
Skatten er udstilet på Kulturhistorisk Museum i basisudstillingen på Historisk Museum.